# フライング・タイガー・ライン45便那覇沖墜落事故
フライング・タイガー・ライン45便那覇沖墜落事故（フライング・タイガー・ライン45びんなはおきついらくじこ）は、アメリカ軍占領下の沖縄・那覇で発生したフライング・タイガー・ラインの貨物ジェット機の墜落事故である。

## 事故の概略
1970年7月27日、アメリカ合衆国・カリフォルニア州ロサンゼルスからサンフランシスコ及びワシントン州シアトル、アラスカ州コールドベイを経由し、東京の羽田空港を9時29分に離陸したアメリカの航空貨物会社・フライング・タイガー・ライン45便は、琉球政府（当時アメリカの占領下であった沖縄）の那覇空軍基地に向けて飛行していた。
45便は、当時世界最大級の民間向け貨物機であったDC-8-63AF貨物機（機体記号N785FT）で運航されており、最終的には当時ベトナム戦争の最中であった南ベトナムのダナン基地に向かうフライトプランであった。
同便はPAR進入により那覇空軍基地の滑走路18へ最終進入中であった11時36分に滑走路から670メートルの海上に墜落した。この事故により運航乗務員4名が犠牲になった。なお貨物機のために乗客は搭乗していなかった。

## 事故原因
事故機は計器飛行方式で沖縄に向かっていたが、最終進入中の段階で豪雨を伴った低く垂れ込めた雲の中から抜けた直後に海上に墜落したものであった。
NTSBの調査によれば、事故機は進入中に熱帯性の局地的な豪雨に遭遇しており、視程は1マイル（およそ1.6キロメートル）にも満たない状態であったが、豪雨をもたらした雲を事故機が通過した瞬間に、周囲の明るさが10 - 100倍にもなり、パイロットが一時的に盲目状態となり、操縦が困難になったことが原因と結論した。